# 男の娘だらけの魔女会
男の娘だらけの魔女会（おとこのこだらけのまじょかい）は、東京都新宿区新宿を拠点にネットを中心に活動を行っている男性4人組ローカルアイドル。メンバー全員が女装した「男の娘」である。略称は「魔女会」。

## 結成の経緯
メンバーはニコニコ生放送、twitterを通じて集結した。当初はグループ名がなく、「女装の生放送」として活動していた。2012年6月23日にメンバーのペシュが気まぐれでつぶやいた「男の娘だらけの魔女会（魔女会）」をリーダーの王子がグループ名に採用した。

## メンバー
メンバーは王子、ペシュ、ありすなお、西男の4人である。
| 名前       | 愛称       | 担当カラー | 身長      | 備考     |
| ---------- | ---------- | ---------- | --------- | -------- |
| 王子       | おうじ     | ブルー     | 176cm     | リーダー |
| ペシュ     | ペシュ     | ピンク     | 172cm     |          |
| ありすなお | ありぴょん | オレンジ   | 170cm     |          |
| 西男       | にっしー   | グリーン   | 自称162cm |          |

2014年4月にマイナビニュースがメンバーにインタビューをしており、その時点で「4人とも30歳前後と立派な大人」と評されている。女装を始めた切っ掛けについて、王子は、高校生のころにアルバイト先のファミレスで無理矢理にウェイトレスの格好をさせられたところ、思いのほか客からの評判がよく、以来はまってしまったと語っている。西男にとっては、女装は現実逃避の手段であるという。西男は、アイドルとして活動する時以外はごく普通のサラリーマンをしている。ペシュは女装をして周囲から「かわいい」と言われることで充実感が得られると述べている。
2014年11月にはTBSの情報番組「いっぷく!」にも取材されており、メンバーが開催するピクニックなどのイベントに、50人以上もの参加者が集まることもあると答えている。

## イベント
| タイトル                                           | 開催日         | 備考 |
| -------------------------------------------------- | -------------- | --- |
| オト☆フェスHALLOWEEN                               | 2012年10月30日 | LIVE中継 / LIVEスタッフ                                                                                      |
| 男の娘だらけの新宿二丁目                           | 2013年3月3日   | 魔女会が新宿二丁目でお店を貸切にして 女装パーティーを配信                                                    |
| SPICAヘアショーモデル                              | 2013年3月10日  | ヘアーサロンSPICA一周年パーティー 女装でのヘアショーモデル                                                   |
| 男の娘だらけのピクニック                           | 2013年6月23日  | 公園でピクニック 手作りサンドウィッチ ダンスショー ドキュメンタリー「僕たち女の子」(NONFIX - フジテレビ)取材 |
| 男の娘だらけのフランス料理                         | 2013年12月29日 | リムジン2台貸切 田園調布Un de ces jours 高級フランス料理 貸切                                                |
| 女装BARをプロデュース「BAR魔女会」                 | 2014年1月16日  | 新宿歌舞伎町のお店を貸切にして女装パーティー ゲスト/リサメロディー                                           |
| 「MAGICALATION」 Japanese pop singers              | 2014年4月4日   | リサメロディー×魔女会王子 コラボ主催                                                                         |
| 新宿アルタ一日ショップスタッフ                     | 2014年5月31日  | 女装で新宿ALTA GLIMMER（グリマー） ショップスタッフ                                                          |
| 新宿アルタ一日第二弾ショップスタッフ               | 2014年8月30日  | 女装で新宿ALTA GLIMMER（グリマー） ショップスタッフ                                                          |
| 男子禁制 女装で行こう！ 『海月姫（くらげひめ）』展 | 2014年12月21日 | 渋谷パルコ海月姫展                                                                                           |
| 男の娘だらけの新年会女装でバーをプロデュース       | 2015年5月11日  | 花園神社で初詣 書初め TV取材(お蔵入)                                                                         |
| 男の娘だらけのハンバーガー大食い選手権             | 2015年7月19日  | 女装ナンバー1の大食いを決める大会                                                                            |
| 男の娘だらけの浴衣夏祭りをプロデュース             | 2015年7月25日  | 女装BARをプロデュース第3弾 「男の娘だらけの浴衣で夏祭り」 新宿歌舞伎町 ニューハーフバー箸休め                |

## メディア出演
全ての出演・掲載の一覧は公式サイトを参照

### 映画
- 『恋とボルバキア』(2017年12月9日公開) [7]

### テレビ
- ドキュメンタリー「僕たち女の子」出演 (タイトル/題字 アニメデザイン 魔女会王子) (NONFIX - フジテレビ) 出演[3]
- ドラマ ドS刑事 (ドラマ ドS刑事 日本テレビ) 出演[8]
- 仕返さナイト　1時間スペシャル！『女装子編』 (仕返さナイト テレビ朝日) 出演[9]
- いま大注目！ “女装男子”を徹底調査をしました (いっぷく！いっ特！ TBSテレビ ) 出演[10][2]
- 闘会議TVニュース 出演[11]
- ドラマ Missデビル 人事の悪魔・椿眞子 第4話 (日本テレビ) 出演[12]

### インターネット
- ニコニコ公式生放送「ユーザー記者ニュース」 レギュラーゲスト(株式会社ドワンゴ) 出演
- 超ユーザー記者ニュース@ニコニコ超会議 (株式会社ドワンゴ) 出演[13]
- 「その辺の女子よりかわいい!? 「女装男子」増殖の理由」 (マイナビニュース) 掲載[1]
- NOTTV「やっぱり！生が好き」 (NOTTV) 魔女会西男のみ出演[14]

### 掲載誌
- 週刊プレイボーイ(株式会社富士山マガジンサービス) 掲載

### DVD
- love×love 男の娘　魔女会王子のみ (あにぷぅ - 株式会社アニメイト) 出演[15]

## 放送 バックナンバー
| ＃ | タイトル                                | 配信日         | 備考 |
| -- | --------------------------------------- | -------------- | --- |
| 1  | 初夜 First Night                        | 2012年5月19日  | 魔女会という名前もなくたまたま当日集まれた女装4人が トークと料理を夕方～夜明けまでノープランで生放送                             |
| 2  | 死のたこ焼きパーティー Takoyaki Party   | 2012年6月23日  | いろんな材料を使ったタコ焼きを作り 大量にカラシをつかったロシアンたこ焼き 「絵心クイズ」他                                       |
| 3  | 魔女ケーキを召喚せよ Making of Cake     | 2012年4月24日  | 一人ひとつのケーキを生地から作りそれぞれデザインして視聴者にどれを食べたいか投票してもらう 「絵心クイズ」「テーマトーク」他      |
| 4  | 巨大化料理を召還せよ Huge Dish          | 2012年9月22日  | 西男プロデュース 巨大化料理 「巨大ゼリー」 「巨大お菓子」に挑戦 レギュラーコーナききシリーズ 「ききチョコレート」他              |
| 5  | ハロウィンパーティー Halloween Party    | 2012年10月21日 | ペシュプロデュース 仮装&コスプレパーティー料理はパフェを一人ひとつ作って リスナーに食べたいのを投票してもらう 「ききコーラ」他   |
| 6  | 男の娘学園 Otokonoko School             | 2012年12月16日 | ありすプロデュース 女子高生衣装で 新コーナ「ジャンボジェンガ」 「ききオレンジジュース」他                                        |
| 7  | 男の娘メイド喫茶 Otokonoko Maid Cafe    | 2013年2月17日  | 王子プロデュース メイド衣装でメイド喫茶 バレンタインのチョコレートやオムライスを作る 「ききカップ焼きそば」他                    |
| 8  | パジャマパーティー pajama party         | 2013年3月17日  | パジャマに着替えて おかしを食べながら 女子トーク 朝までTVゲーム ツイスターゲーム他                                               |
| 9  | ロリィタ Lolita                         | 2013年3月24日  | ロリィタ衣装 襦袢に空気を入れて巨大風船(直径約2m)を破裂させるゲーム ホットケーキ作り 「マイフェイバリット アニメキャラクター」他 |
| 10 | お泊り会 Slumber party                  | 2013年4月6日   | 台風で帰れなくなった4人が一つ屋根の下で 「風船時限爆弾」「ききポテトチップス(うすしお)」他                                       |
| 11 | 魔女回 Witch party                      | 2013年3月24日  | 魔女会初の魔女衣装 「マイフェイバリット駄菓子」 「ききプリン」他                                                                 |
| 12 | 七夕女装 Star Festival woman's disguise | 2013年7月7日   | 浴衣衣装で 短冊 ケーキ作り 「ロシアン寿司」他                                                                                    |
| 13 | ギャル女装                              | 2013年8月11日  | ギャル(黒ギャル、白ギャル、汚ギャル)メイクに挑戦 「マイフェイバリットゲーム」「即興怖い話」他                                    |
| 14 | チャイナ女装                            | 2013年8月25日  | チャイナドレス衣装でドンジャラ 他                                                                                                |

## 参考資料
- A4studio 千葉雄樹 (2014年4月7日). “その辺の女子よりかわいい!? 「女装男子」増殖の理由”. マイナビニュース.  マイナビ. 2021年9月23日時点のオリジナルよりアーカイブ。2022年12月4日閲覧。